# 1905 en Alberta
Chronologie de l'Alberta
- 1901
- 1902
- 1903
- 1904
- 1905
- 1906
- 1907
- 1908
- 1909

Cette page concerne des événements qui se sont produits durant l'année 1905 dans la province canadienne de l'Alberta.

## Politique

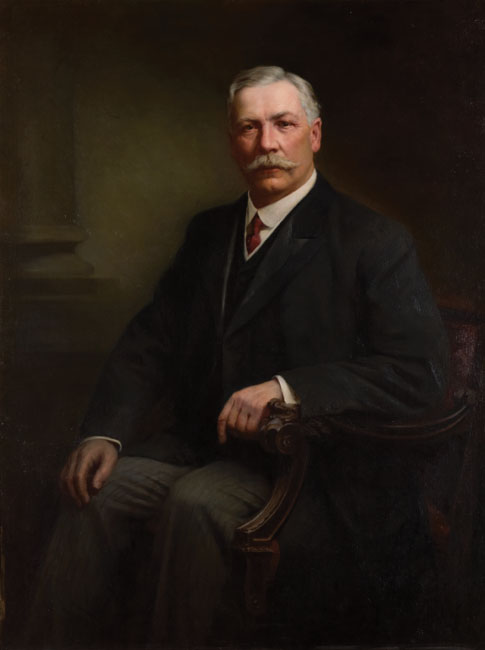
Alexander Rutherford

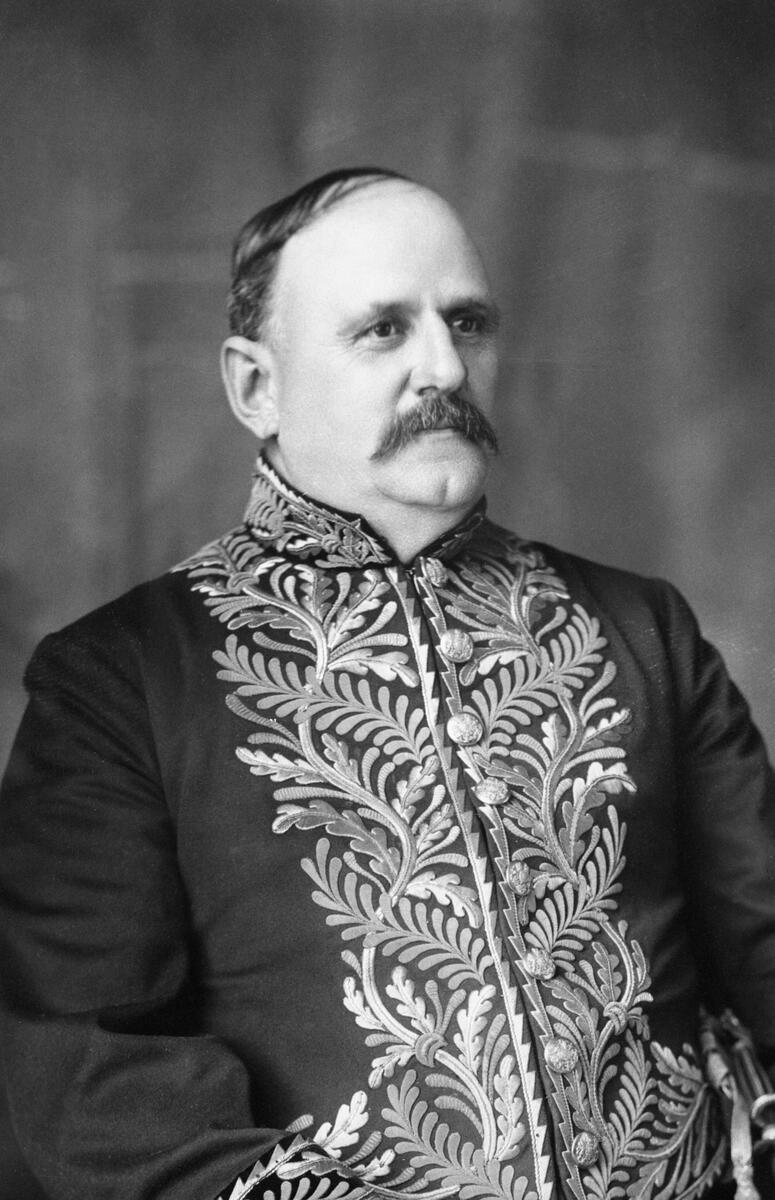
George Hedley Vicars Bulyea

- Premier ministre : Alexander Cameron Rutherford (Parti libéral)
- Chef de l'Opposition : Richard Bedford Bennett (Parti conservateur)
- Lieutenant-gouverneur : George Hedley Vicars Bulyea (en)
- Législature : 1re (en)

## Événements
- Première description du dinosaure Albertosaurus dans la province.

- 23 février : le premier ministre du Canada Wilfrid Laurier propose la création de deux nouvelles provinces : la Saskatchewan et l'Alberta[1].

- 29 juin : vote de la loi créant la Saskatchewan et l'Alberta. Elle prendra effet le 1 septembre.

- 1er septembre - Création de l'Alberta qui devient l'une des huitièmes et neuvièmes provinces canadiennes (en vertu de l’Acte de l’Alberta) et la ville d'Edmonton devient la capitale de la province[2].

- 2 septembre - Alexander Cameron Rutherford devient le premier premier ministre de l'Alberta.

- 9 novembre : Les premières élections générales de la province se déroulent. Le Parti libéral d'Alexander Cameron Rutherford remporte avec 22 candidats élus contre 3 pour le Parti connservateur de Richard Bedford Bennett bien que celui-ci n'ait pas réussi à se faire élire dans sa circonscription de Calgary (en) face au libéral William Henry Cushing (en) et le libéral indépendant (en) Henry William McKenney (en) remporte son siège de Saint-Albert.

- 24 novembre - le chemin de fer du Canadian Northern Railway est complètement terminé jusqu'à Edmonton.

## Naissances
- 5 juin - Ralph Steinhauer (en), 10e lieutenant-gouverneur de l'Alberta.